# Phoenix onagadori

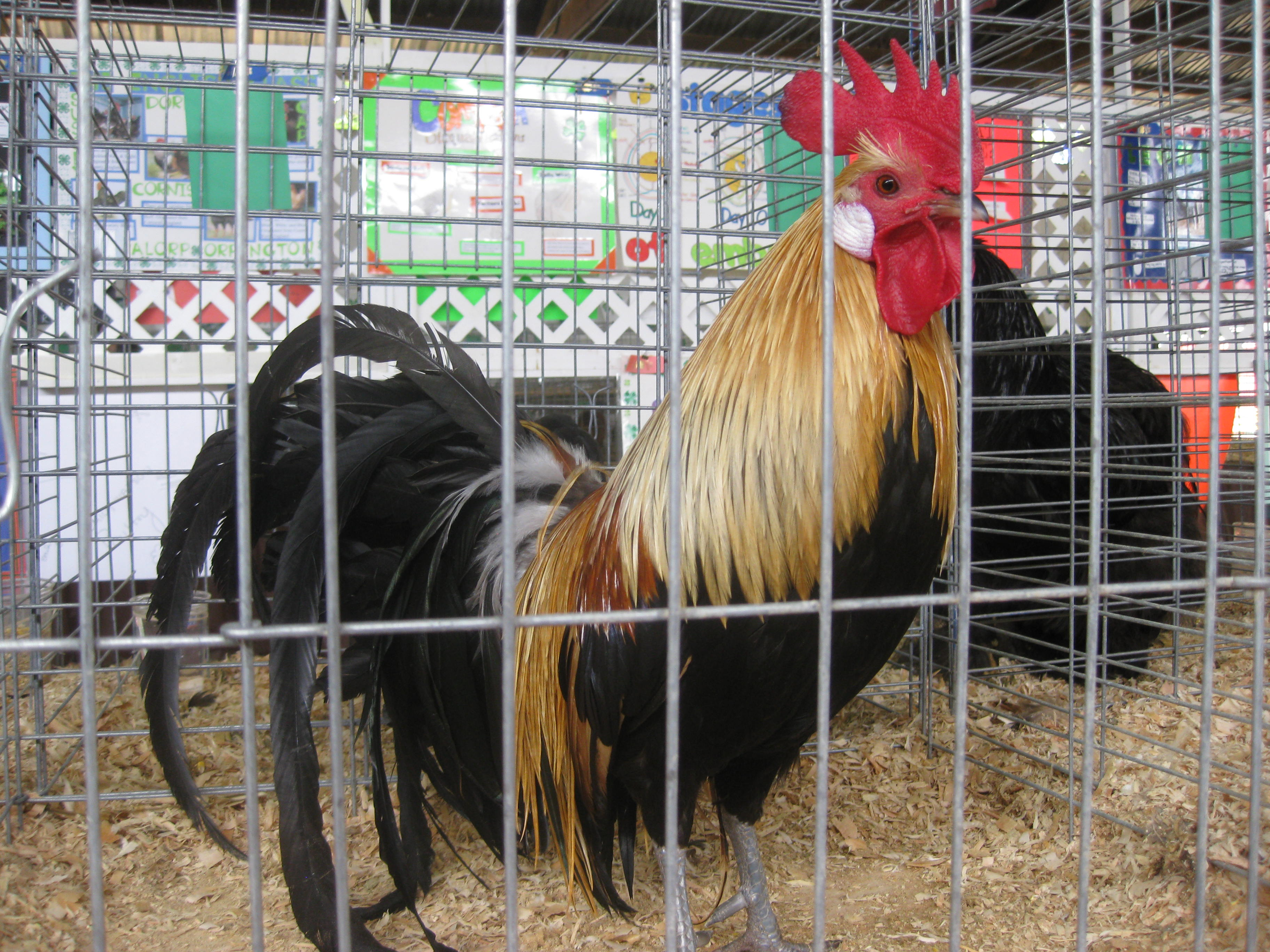
Um exemplar da espécie.

A Phoenix onagadori é uma raça de galinha (Gallus gallus domesticus) ornamental originária do Japão que era mantida nos jardins da nobreza nipônica. É famosa pela beleza de suas cores, mas tornou-se notável pelo tamanho excepcional de sua cauda, que mede em média um metro e meio podendo atingir seis metros de comprimento. É uma ave rara, embora seja de criação, pois necessita muita atenção e cuidados constantes. O governo japonês concedeu à raça desenvolvida em Kochi o título de Monumento Natural Nacional.

## Origem[2]
Os japoneses acreditam que a onagadori tenha surgido por mutação espontânea da Phoenix Shokoku durante o Período Edo no decorrer do século XVII. Recebeu inicialmente o nome de Shinoharato em homenagem à cidade de Shinohara, onde foi desenvolvida. Decorrido um certo tempo, veio a ser chamada por alguns de Tosa em referência à província de mesmo nome (atualmente província de Kochi).
Há uma estátua em homenagem a Takeichi Ryuemon, o responsável pelo manejo bem sucedido do onagadori na província de Kochi, ilha de Shikoku.

## Características morfológicas[3]
Suas cores variam do branco, preto e vermelho ao prateado e dourado. Na onogadori macho a cauda cresce permanentemente. Na fêmea, a cauda é longa, mas não cresce durante toda sua vida. A cauda chega a alcançar 12 metros de comprimento, embora na média permaneçam entre 5 e 6 metros. Os criadores japoneses despenderam grandes esforços na criação e perpetuação da espécie. Para se conseguir uma maior cauda, é normal prender o animal em uma gaiola pequena em um lugar alto, mantendo as caudas limpas e em boas condições. O peso do galo varia de 2 a 2,5 kg e o da galinha, de 1,5 a 2 kg.